# ب‌ام‌و سری ۵ (ای۳۴)

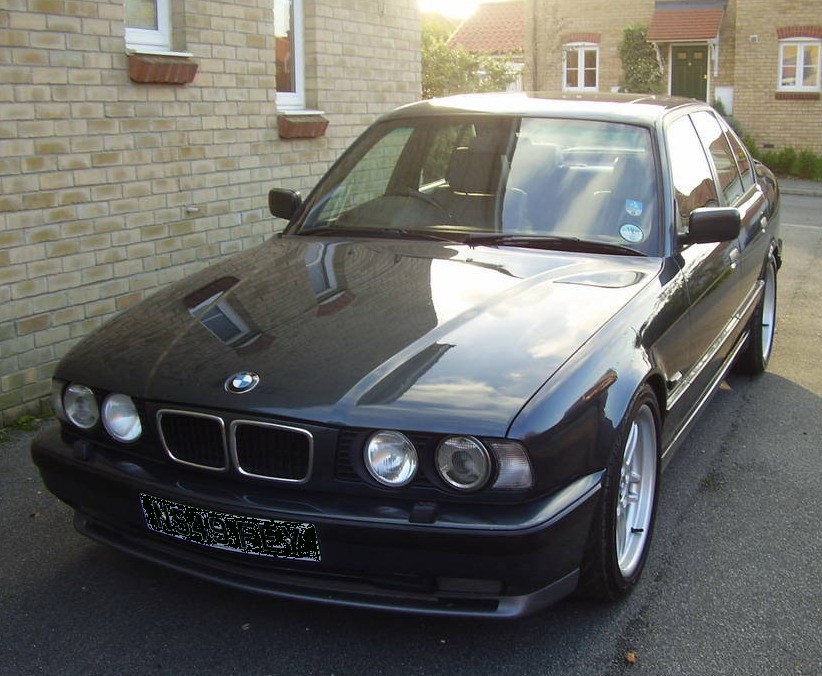

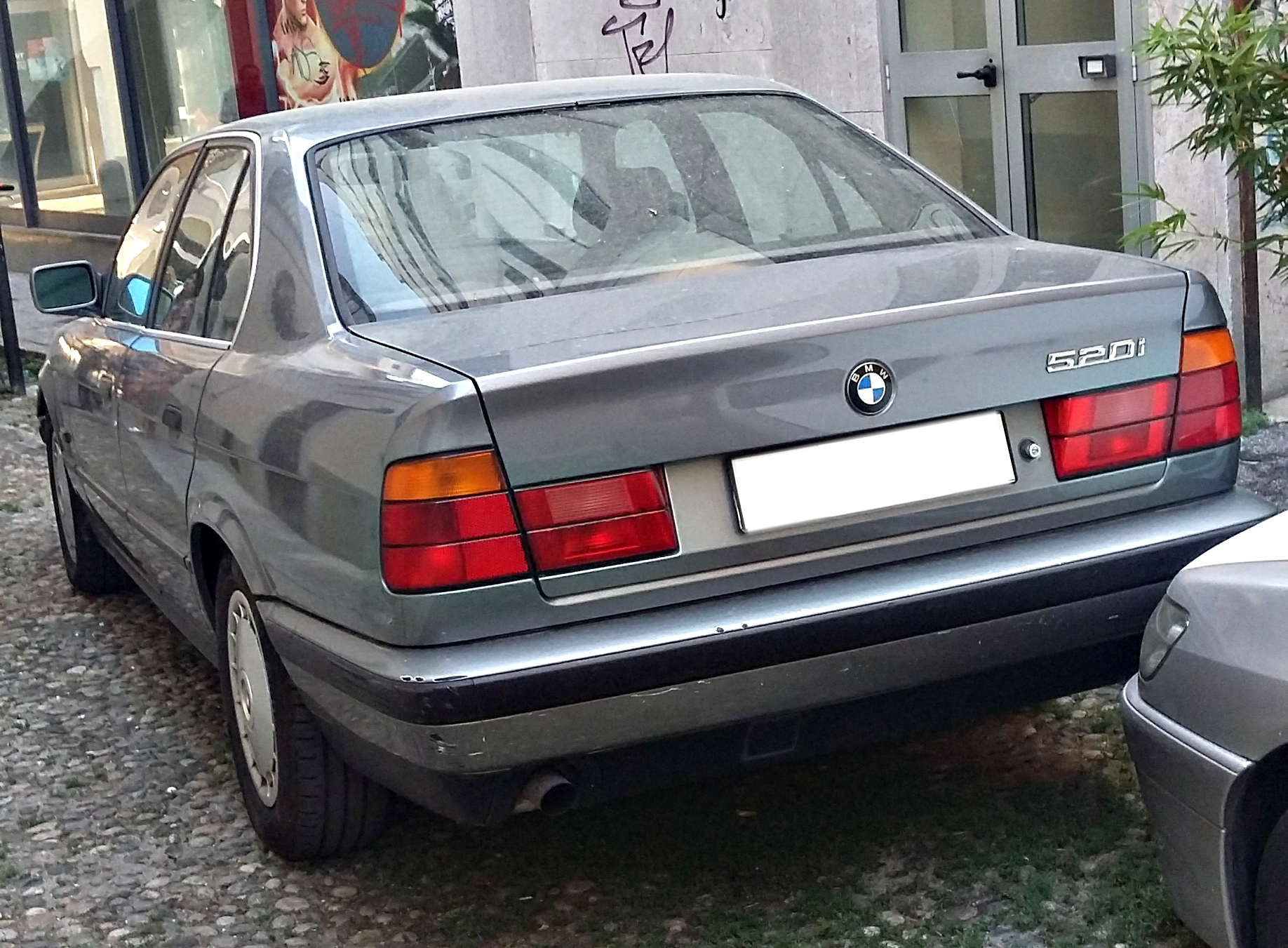

ب‌ام‌و سری ۵ (ای۳۴) (BMW ۵ Series (E۳۴)) یک سری خودرو است که در سال‌های ۱۹۸۸ تا ۱۹۹۶ ۱،۳۳۳،۴۱۲دستگاه تولید شده‌است. طراحی آن خودروهای موتور جلو-محور عقب بوده طول آن در حالت طبیعی ۴٬۷۱۹ میلیمتر (۱۸۵٫۸ اینچ)، عرض آن در حالت طبیعی ۱٬۷۵۰ میلیمتر (۶۸٫۹ اینچ) و ارتفاع آن در حالت طبیعی ۱٬۴۱۲ میلیمتر (۵۵٫۶ اینچ) است.